# Costura

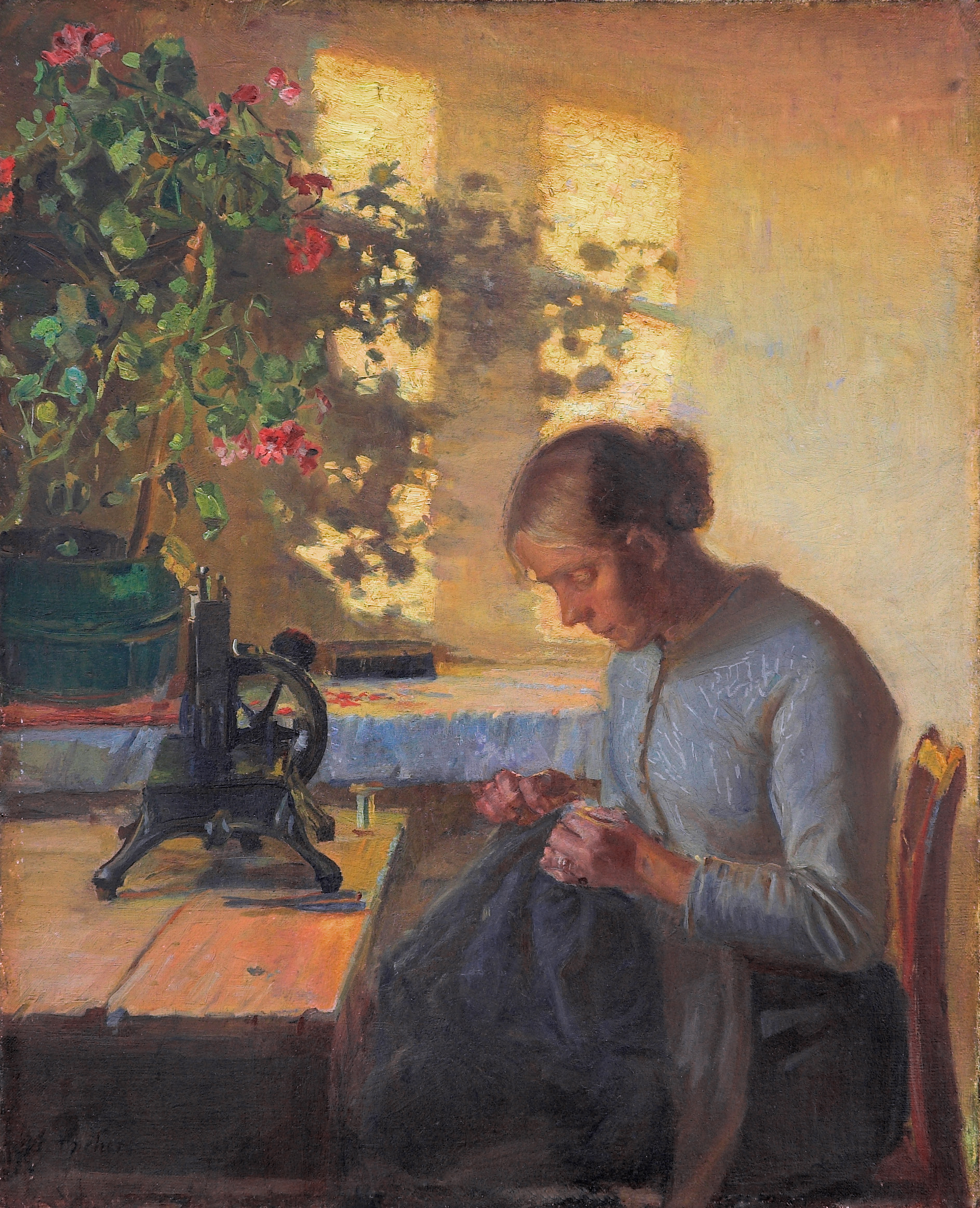
La esposa del pescador por Anna Ancher, 1890.

La costura o cosedura, es el método por el cual se unen dos o más telas al perforarlas y entrelazar un hilo a través de ellas, normalmente con ayuda de una aguja. También puede usarse para unir pieles, lona u otros materiales flexibles. Su empleo es casi universal entre las poblaciones humanas y se remonta a los tiempos paleolíticos (21,000+ AP.).
La costura es un arte  usada principalmente para producir ropa y artículos para la casa, tales como cortinas, ropa de cama, tapicería y mantelería, la mayoría de las costuras en el mundo industrial son hechas con máquinas de coser. Para confeccionar un pantalón vaquero, por ejemplo, son necesarias más de cinco máquinas de coser diferentes.
Algunas personas cosen ropa para sí mismas y para su familia. Más a menudo las costuras caseras son para reparaciones tales como remendar una costura rasgada o reemplazar un botón perdido. Una persona que cose para vivir es conocida como costurera, modista o sastre.
La costura «sencilla» se hace por razones funcionales: hacer o remendar ropa. La costura «ornamental» es principalmente decorativa, e incluye técnicas tales como fruncido, nido de abeja, bordado y aplicaciones. También podemos hacer ropa interior y también manteles de cocina o también paños de cocina

## Algunos efectos de trabajar en el ámbito de la costura
Los trabajadores laborando en las actividades de la costura, tales como la fabricación de ropa, zapatos, y tapicería del avión o del coche, pueden estar en el riesgo de desarrollar desórdenes musculoesquéleticas (DMs). Heridas relacionadas con la costura se han documentado en las áreas de las estaciones de la costura, realizando la obra fina u obra con tijeras, y manejo de tejido, entre otras.

## Tipos de costura a mano
- Pespunte: Puntada resistente para unir dos telas o para rematar y asegurar otros tipos de puntada. También se utiliza para realizar puntadas en zonas pequeñas donde es incómodo hacerlas a máquina. Cada puntada debe quedar a igual distancia, unos 2 o 3 milímetros la una de la otra, tanto por el revés como por el derecho de la tela.
- El punto atrás: es una puntada utilizada para hacer costuras o puntadas seguidas al asegurar piezas que tienen necesidad de ser cosidas con firmeza y no se muevan y tengan la apariencia como si hubiera sido cosido a máquina.
- Sobrehilado: Es una puntada que se elabora en los orillos de la tela para que no se deshilache.
- Hilván: Es una puntada de trazo largo, para unir dos telas provisionalmente, y armar lo que luego se habrá de coser, como pinzas y dobladillos.
- Puntada de dobladillo:Se realiza para fijar los dobladillos en el revés de las prendas, que previamente se han asegurado con un hilván. Es una puntada invisible, casi imperceptible del derecho del textil. También se pueden asegurar las prendas con alfileres, o planchándolas previamente, asegurándose de medir con exactitud cada centímetro del dobladillo en forma correcta.
- Puntada de gaviado: Esta puntada es utilizada en dobladillos o falsos para coger las botas de un pantalón de vestir en tela que no sea denim o dril los cuales se cosen a máquina. Cuando de coger dobladillo para los largos se trate se puede utilizar este tipo de puntada.
- Punto de jareta o vertical: Es un punto fuerte y resistente para unir dos capas de tela permanentemente. Se suele utilizar para coser forros o tiras al bies. Se empieza por la derecha, con puntadas cortas y rectas en el borde de la tela. por la parte de atrás se ve muy diferente pero la finalidad de este punto es que quede escondido.

## Véase también

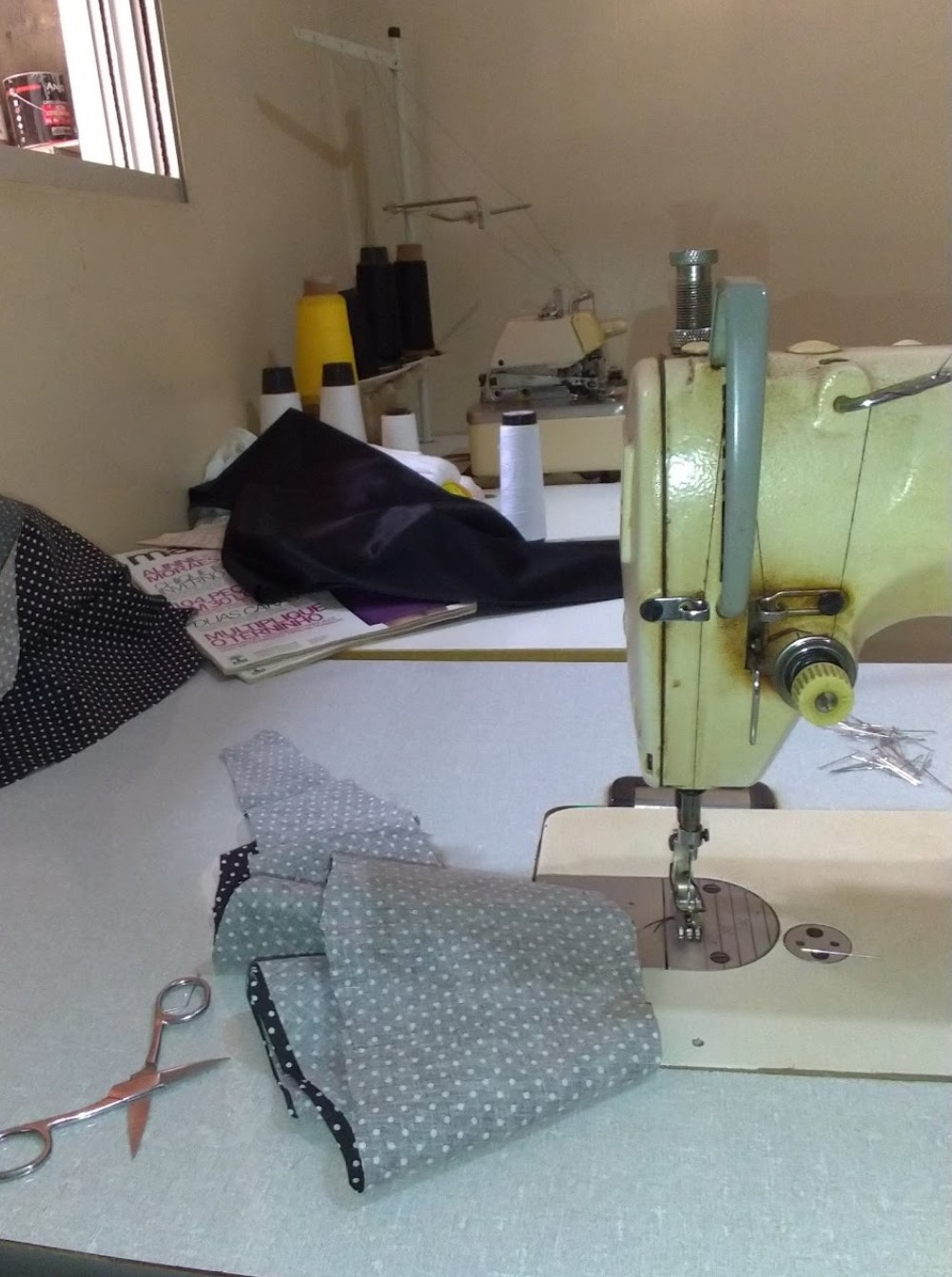
Máquina de coser moderna, ambiente de labor